# 在来種
在来種（ざいらいしゅ、native species）は、ある地域に古くから存在する生物種（下位区分である亜種、品種なども含む）やその系統を指す。

## 概要

### 背景
世界全体で、地域に本来分布していない生物種である外来種が意図的に、あるいは人と物資の頻繁な移動により非意図的に導入されることが増えている。たとえば、日本に定着している外国由来の外来種は2千種を超えるといわれている。これに伴い、生態系への影響や遺伝子の攪乱などの問題が生じている。また、農作物においても世界的に改良された固定種（Open Pollinated Variety）やF1品種が台頭し、地域の風土に即した品種の多くが持続困難となっている。このように、生物種やその系統の地域多様性が乏しい状況になりつつある。

### 定義
在来種は、人為が大きく影響する外来種（外来生物）や帰化植物、F1品種や栽培品種（園芸品種）などの、対義語とされることが多い。ただし、全ての在来種ではない生き物が外来種と言えるわけではない。したがって、何を在来種と呼ぶかはそれらの定義によるところが大きく、「在来」という語が対象とする地域や時間の範囲は統一されていない。
国際自然保護連合（IUCN）は在来種を、「（過去または現在の）自然分布域と分散能力域の範囲内に存在する種、亜種、またはそれ以下の分類群のこと（すなわち自然に占有している生息域内に存在するもの、あるいは人間による直接的、間接的な導入、あるいは世話なしに存在できるであろうもの）」と定義づけている。これは、自生種、野生種（wild species）、自然分布種の意味に近い。
また、
「もともとその地域に生息している種。一般的には明治期以前から生息している種に対して使われることが多い」
とする定義もある。環境省の環境アセスメント用語集には、「ある地域に従来生息・生育している固有の動植物種をいう。外来種、外来生物、帰化植物に対して用いられる。一般的に、自然の回復には気候風土に合っているこれらの種類を用いるのがよいとされている」とある。農林水産省は、特定外来生物による生態系等に係る被害の防止に関する法律に関連して、「元々その地域に自然分布していた生物」や、「もともと日本列島に生息していた生物たち。それぞれの地域生態系の一員である」と説明している。
このほか、広義には、ある地域で人間の影響を受ける以前から繁殖し続けている生物を、狭義には、ある地域のフロラを古来構成していた種を指すともされている。
一方、農業分野では、ある地域で伝統的に栽培され、遺伝子操作などの現代的な品種改良を行っていない作物を指すことがある。F1品種や栽培品種（園芸品種）の対義語として用いられる。
たとえば西川芳昭は、「ある地方で古くから栽培され、風土に適応してきた系統、品種。その地域ではよくても他の地方では育ちにくい品種もある。すべて固定種と考えてよい。品種特有の個性的な風味を持つ」と説明している。固定種とは、「何世代もかけて選抜、淘汰されてきた遺伝的に安定した品種」を指す。詳細は在来品種を参照。

## 生育環境
人間の移動能力が進歩して地域間の交流が激しくなることで外来種は多く生まれるようになった。したがって、それ以前（線引きは難しいが）にはその地域は在来種が占めていたことになる。当然それ以前にも様々な生物の出入りはあったと思われるが、その移動は遙かに緩やかであったと思われ、それらはその地域の地史の中で、互いに影響し合いながら、次第に安定な生物群集を構成したと考えられる。
外来種がそこに侵入した場合、ある程度しっかりした群集が成立していればそこに侵入するのはそれなりの困難があるようで、帰化植物の多くは人里などにとどまって、森林などより自然度の高い環境には侵入することが少ない。そのため、自然へのヒトの攪乱が激しくなった近代以降は、交通手段の高度化と相まって外来種のより激しい侵入をもたらした。例えば日本では都市部では帰化植物の率は非常に高くなっており、むしろ在来種を見るには郊外に出なければならない、という状況がある。
在来の群集が脆弱な場合には帰化種がそれらを圧倒してしまう例も見られ、孤島の在来生物群集が外来種によってほぼ壊滅した例は数多い。日本でも湿地や池沼など止水域の生物群集では在来種が大規模に消滅している例があちこちで見られる。